# دیانا هارشبرگر
دایانا لین هارشبرگر (‎/ˈhɑːrʃbɑːrɡər/‎ HARSH-bar-gər؛ زاده ۱ ژانویه ۱۹۶۰) داروساز، تاجر و سیاستمدار آمریکایی است. او که یکی از اعضای حزب جمهوری‌خواه است، از ۳ ژانویه ۲۰۲۱ به عنوان نماینده ایالات متحده برای حوزه انتخابیه یکم تنسی  خدمت کرده است.
هارشبرگر در کینگ اسپورت، تنسی به دنیا آمد و در بلومینگدیل بزرگ شد. او اولین فردی از خانواده اش است که از دبیرستان فارغ‌التحصیل شده است. او مدرک لیسانس خود را از دانشگاه ایالتی تنسی شرقی و دکترای داروسازی خود را از دانشگاه مرسر اخذ کرد.